# Parthenocissus quinquefolia
Pour les articles homonymes, voir vigne vierge.
Vigne-vierge vraie
Espèce
Classification phylogénétique

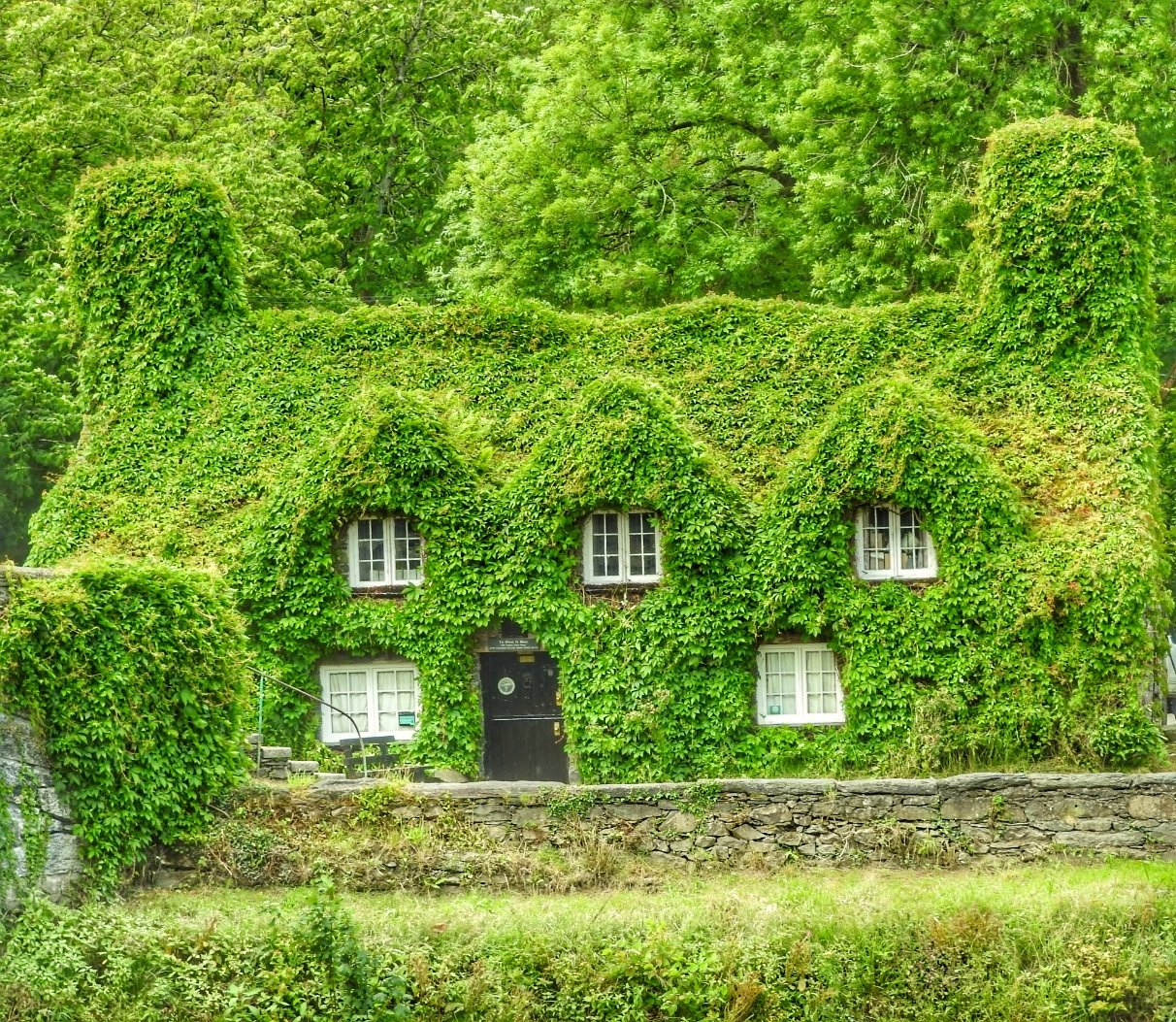
Bâtiment végétalisé de manière massive à l'aide de vignes-vierges de Virginie

La vigne-vierge vraie, vigne-vierge à cinq folioles ou vigne-vierge de Virginie (Parthenocissus quinquefolia) est un arbuste sarmenteux de la famille des vitacées, originaire d'Amérique du Nord et cultivé très largement comme plante grimpante ornementale et pour la régulation thermique estivale des bâtiments, en raison de sa capacité à végétaliser les façades.

## Nomenclature et étymologie

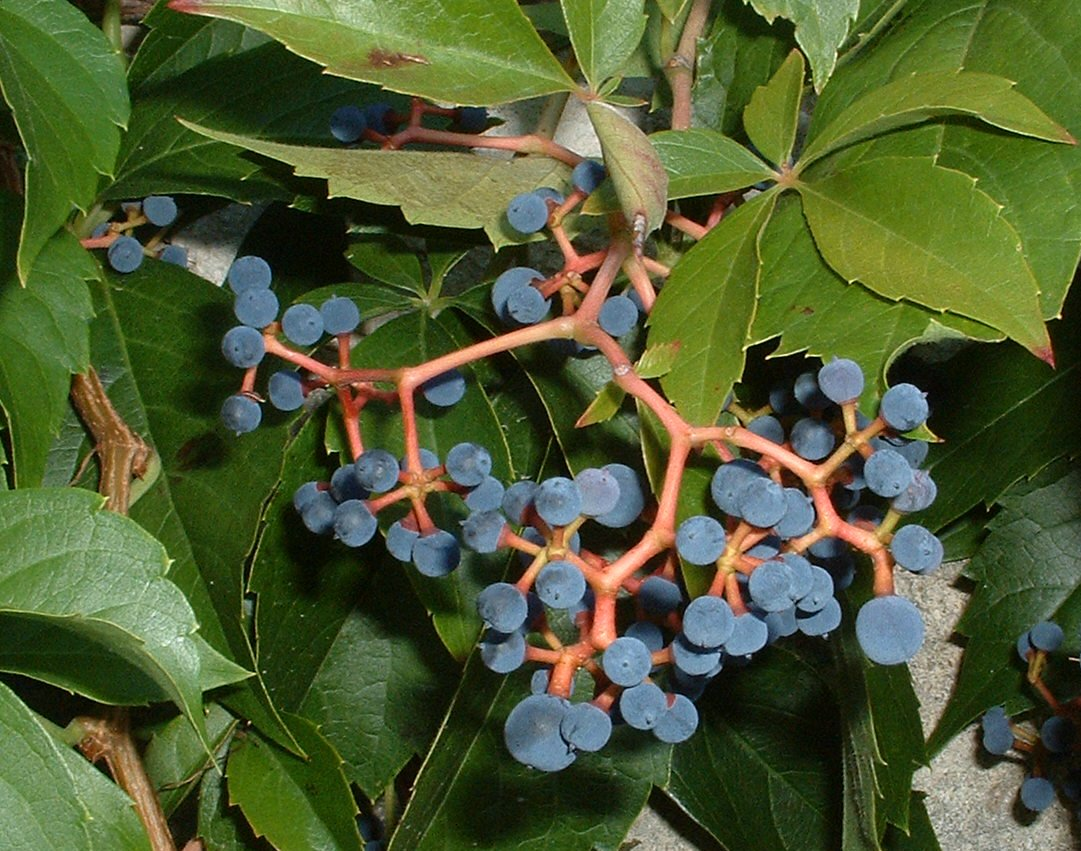
Vigne vierge vraie en fruits

L’espèce a été décrite et nommée Hedera quinquefolia, par Linné en 1753 dans Species Plantarum 1: 202.
En 1887, le botaniste Jules Émile Planchon crée le genre Parthenocissus et transfère l’espèce du genre Hedera au genre Parthenocissus dans  Monographiae Phanerogamarum 5(2): 448 (dirigée par Alphonse Pyrame de Candolle et son fils Casimir Pyrame de Candolle).
Le nom de genre Parthenocissus est un nom composé de latin scientifique, formé à partir du grec ancien παρθένος (parthenos) « vierge » et de κισσός (kissos) « lierre », soit « lierre vierge ». Ce qualificatif de vierge ne s’applique pas à la reproduction de la plante mais à son origine, l’État de Virginie. D’après François Couplan, la plante est appelée en anglais Virginia creeper, « plante grimpante de Virginie » ; l’état de Virginie (Virginia) aux États-Unis, ayant été nommé d’après la « reine vierge », Élisabeth Ire (reine d'Angleterre) qui ne s'est jamais mariée.
L’épithète spécifique quinquefolia est un terme de latin botanique composé de quinque « cinq » et de folia dérivé du latin folium « feuille », allusion aux feuilles à 5 folioles de la plante.

## Synonymes
Selon POWO, le nom valide Parthenocissus quinquefolia possède 79 synonymes :

### Synonymes homotypiques
- Hedera quinquefolia L. in Sp. Pl.: 202 (1753)
- Ampelopsis quinquefolia (L.) Michx. in Fl. Bor.-Amer. 1: 159 (1803)
- Cissus hederacea Pers. in Syn. Pl. 1: 143 (1805), nom. superfl.
- Cissus quinquefolia (Michx.) Desf. in Tabl. École Bot., ed. 3: 238 (1829)
- Quinaria hederacea Raf. in Med. Fl. 2: 122 (1830), nom. illeg.
- Quinaria quinquefolia (L.) Koehne in Gartenflora 41: 403 (1892)

### Synonymes hétérotypiques
- Hedera carnosa W.Bartram in Travels Carolina: 243 (1791)
- Ampelocissus cirrhata Voss in Vilm. Blumengärtn., ed. 3. 1: 182 (1894)
- Ampelocissus major Voss in Vilm. Blumengärtn., ed. 3. 1: 182 (1894)

etc.

## Description
La vigne-vierge vraie est un arbuste grimpant (liane) à tiges robustes, très vigoureux, pouvant atteindre 20 m de haut. Les jeunes pousses sont rougeâtres. Les rameaux sont cylindriques et glabres
Ses feuilles caduques sont composées digitées à cinq (parfois de trois ou sept) folioles elliptiques de 5 à 14 cm de long, acuminées, à bords à longues dents mucronées. De couleur vert-gris, elles virent à l'écarlate en automne.
À l’opposé du point d’insertion de la feuille sur la tige se trouvent soit une vrille soit une inflorescence. Chaque vrille a de sept à neuf ramifications qui jeunes se recourbent à l'apex pour former un petit crochet. Au contact d'une surface celui-ci peut ensuite donner une pelote adhésive libérant des substances adhésives.
Les fleurs sont groupées en racèmes de cymes bipares. Elles sont formées d’un calice entier, de cinq pétales libres, 5 étamines opposées aux pétales et d’un ovaire conique. La floraison a lieu en juin-juillet.
Les fruits sont des baies de 6-12 mm de diamètre, de couleur bleu noir, légèrement pruiné. Elles contiennent de l'acide oxalique qui est un composé toxique pour les mammifères mais n'empêche pas les oiseaux (comme les étourneaux) de les consommer l'hiver.

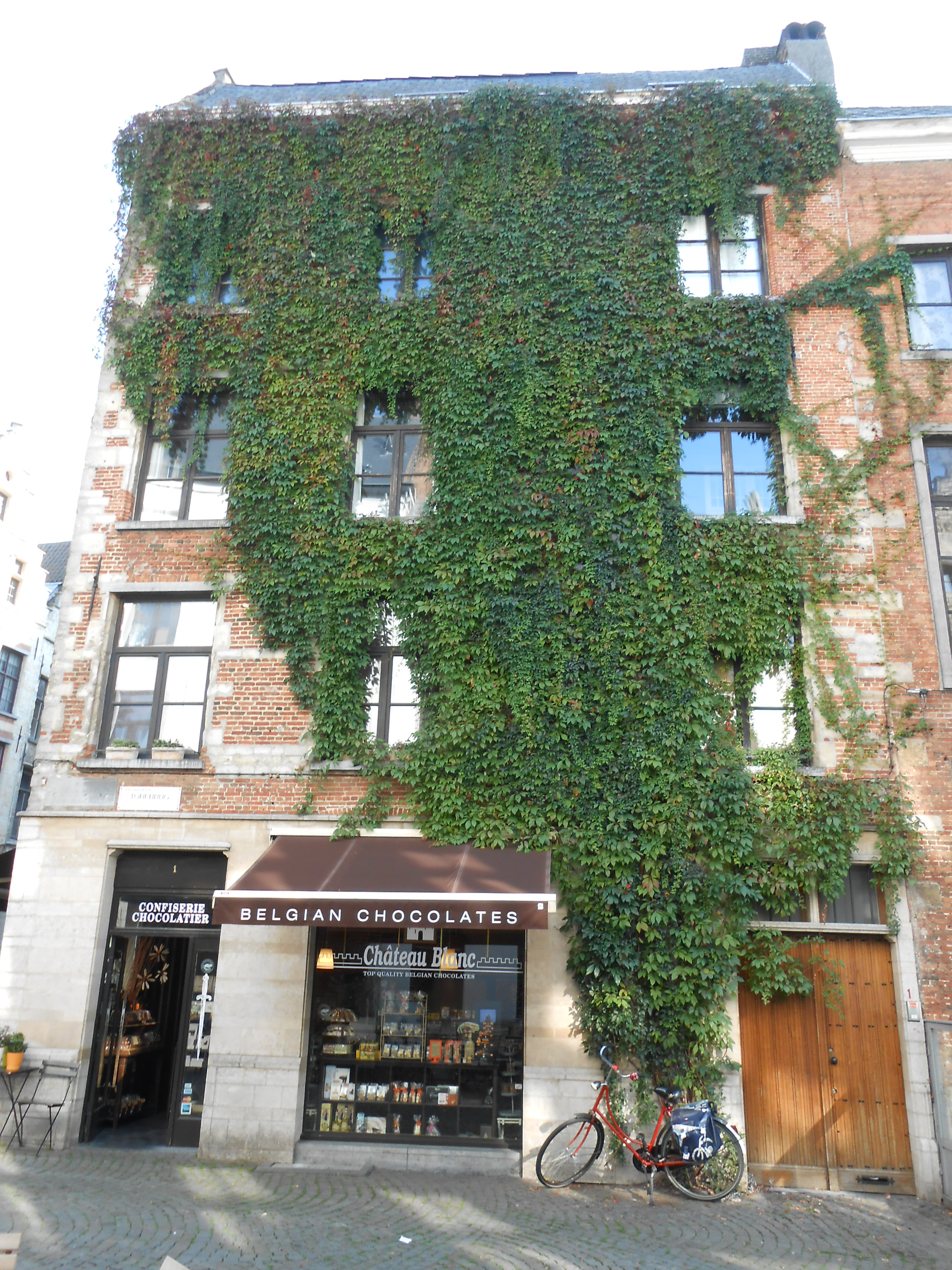
L'espèce peut couvrir un immeuble de 3 étages
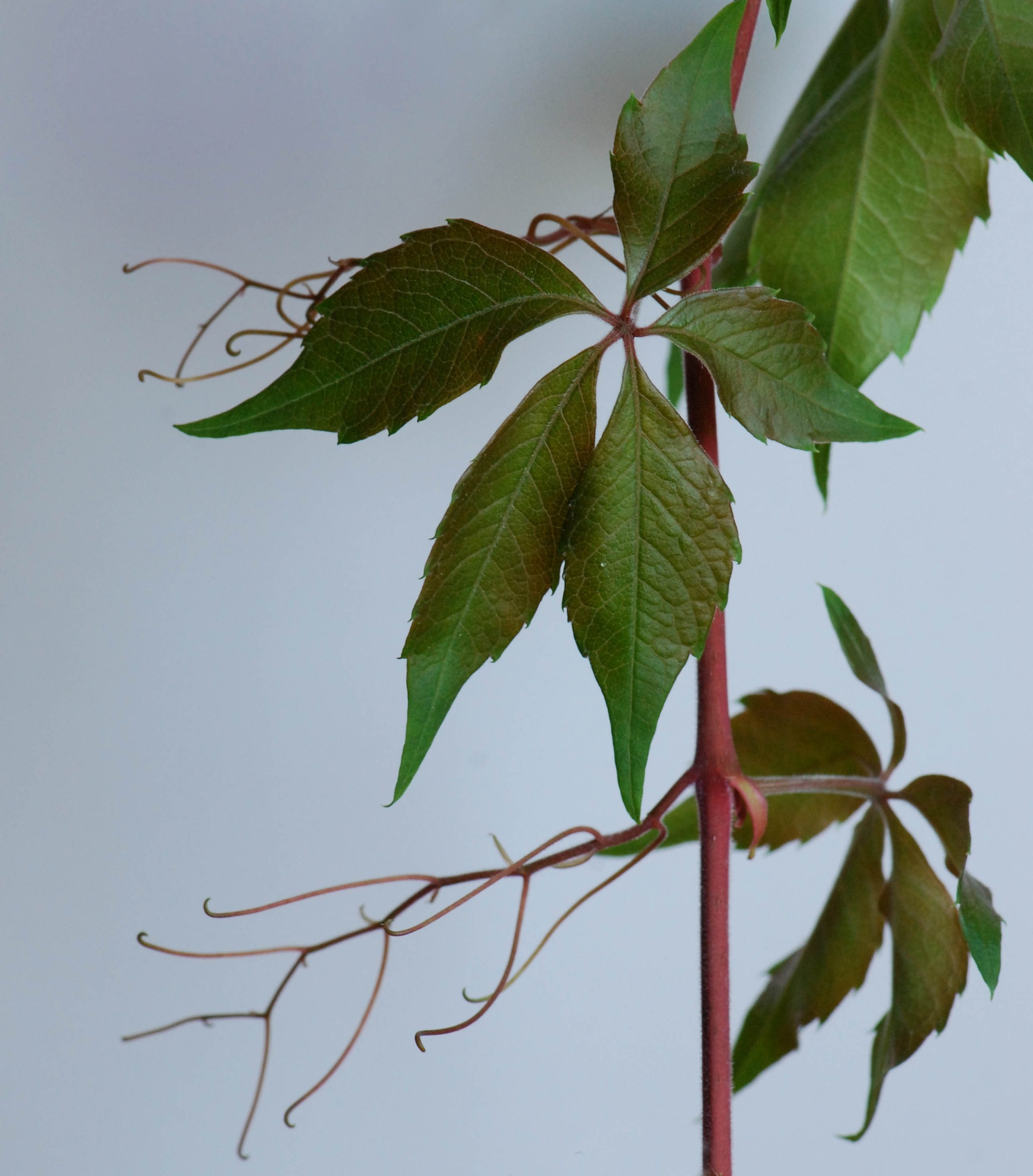
Jeunes vrilles à l'apex recourbé en crochet
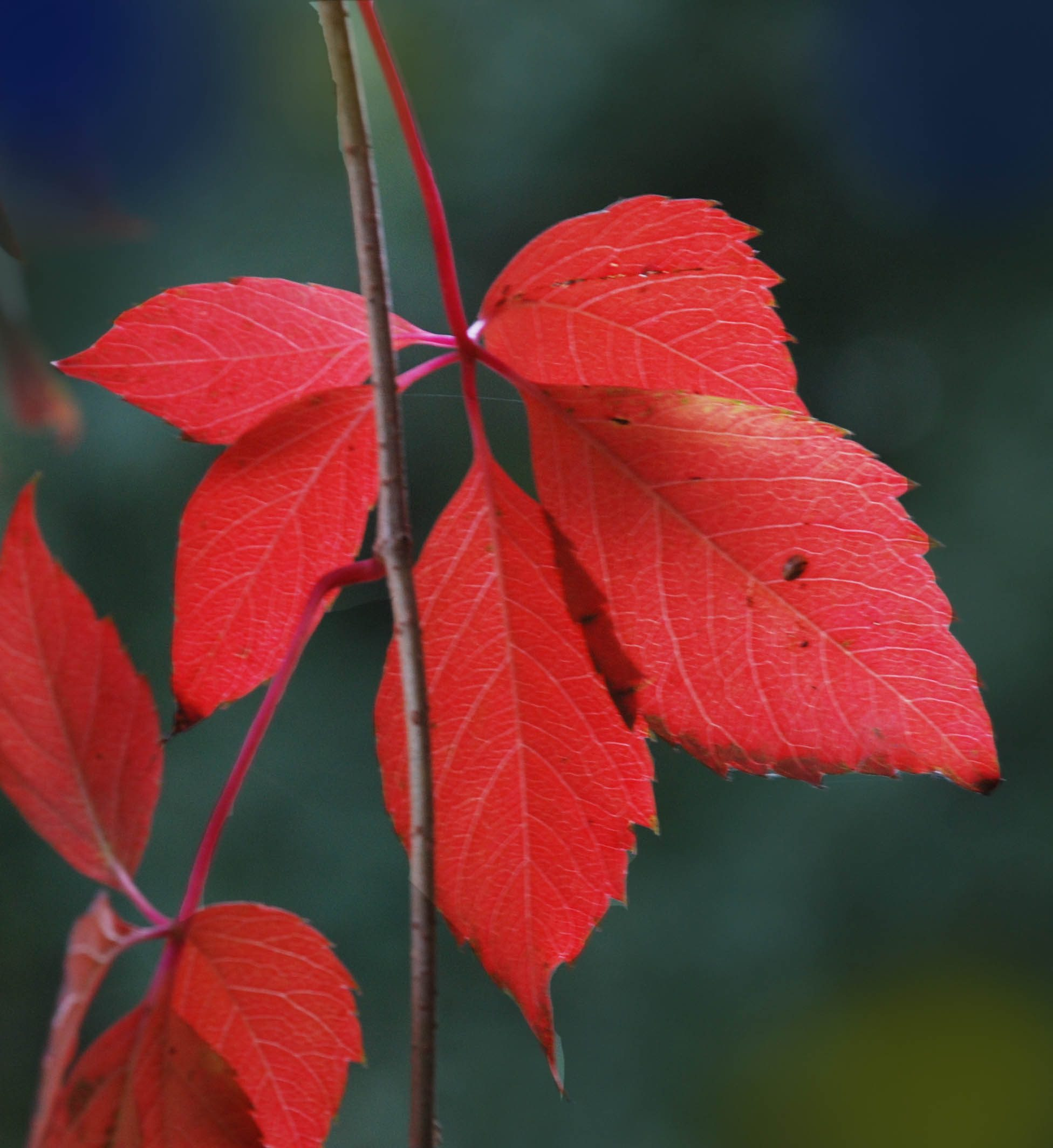
Feuille à l'automne
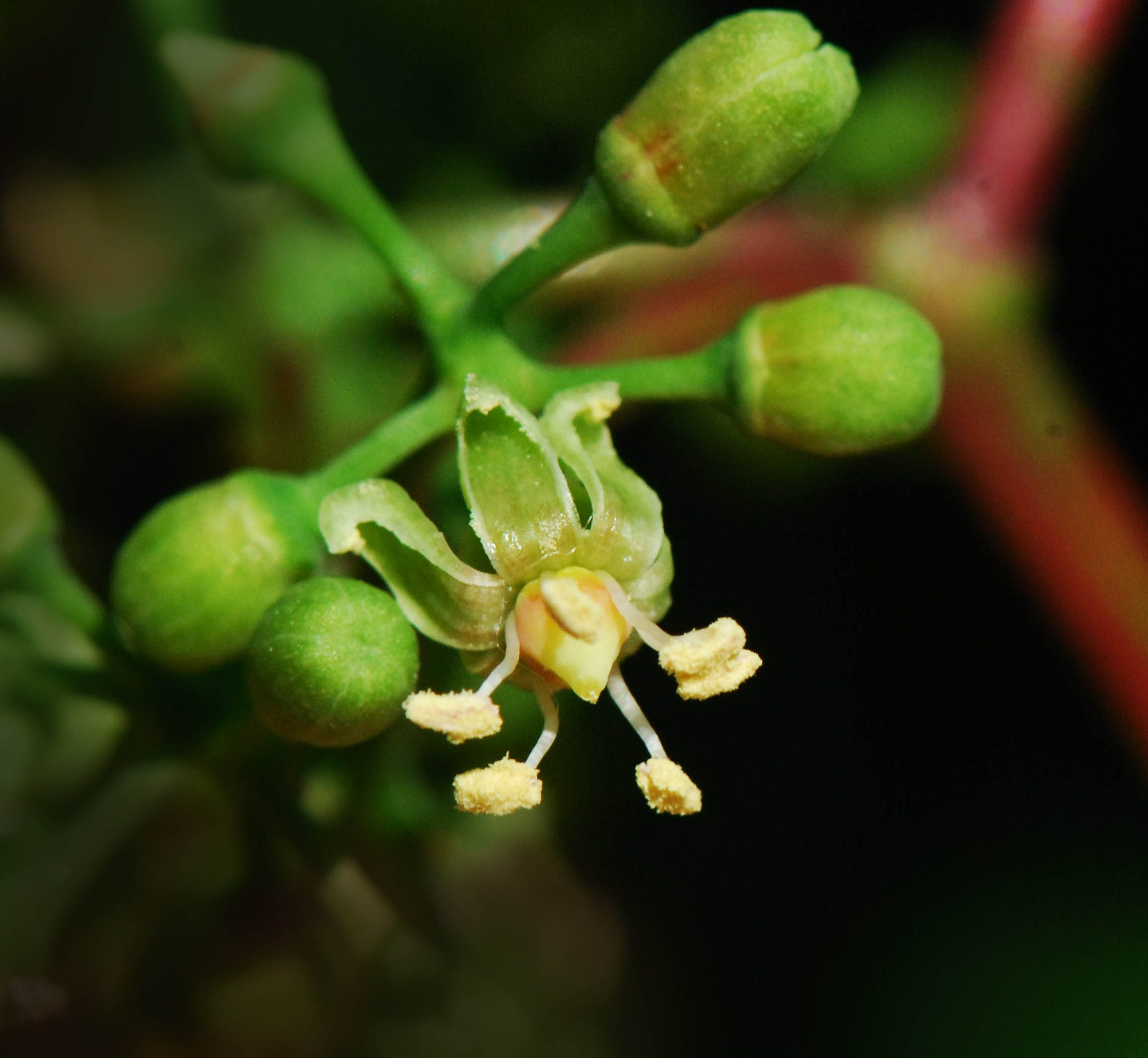
Fleur
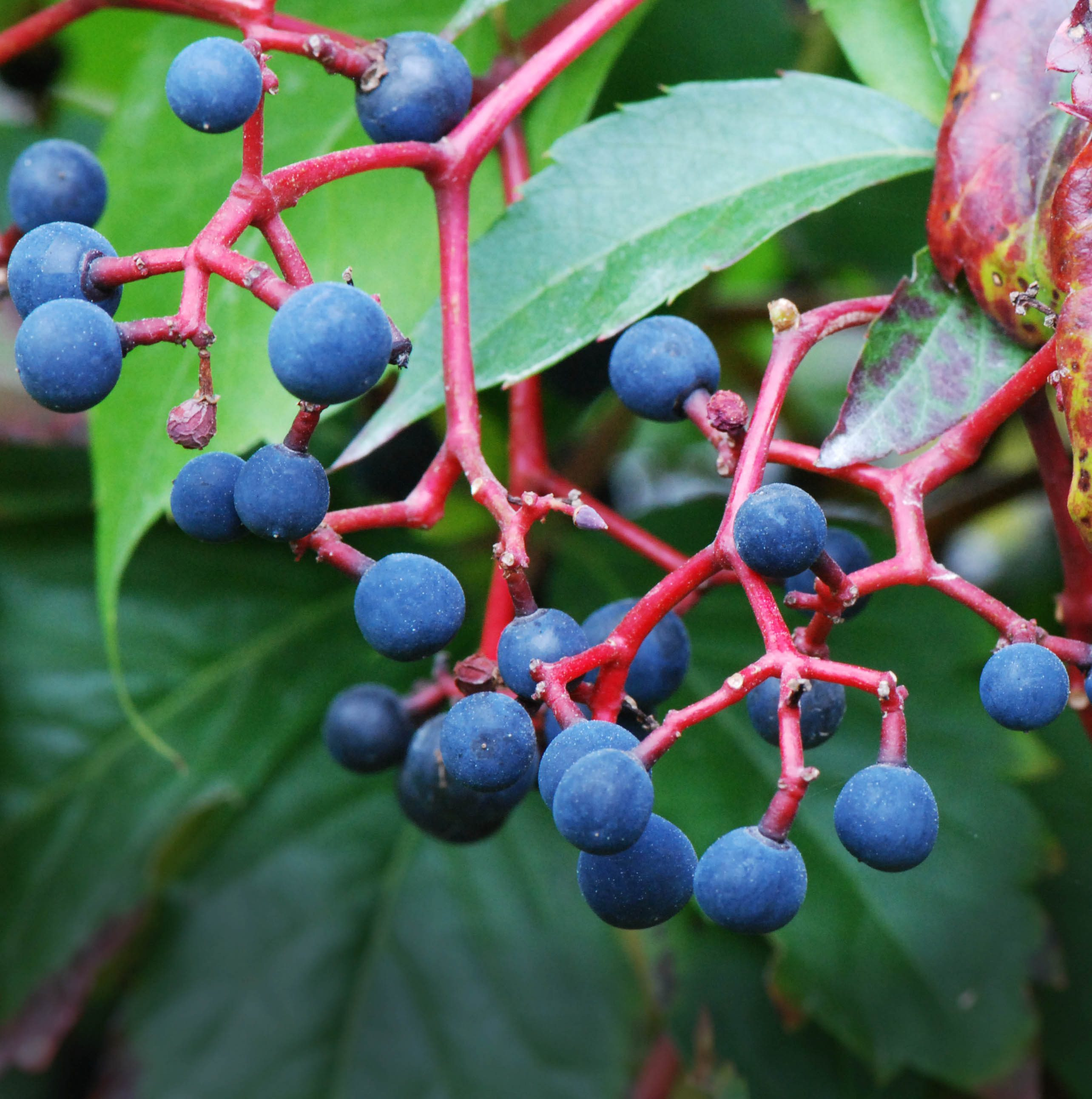
Fruits

## Propriétés
La littérature et les centres antipoison ne signalent pas d'intoxications graves mais des irritations buccales et des troubles digestifs consécutifs à l'ingestion de faibles quantités de baies. Leur consommation en grandes quantités (probablement plusieurs dizaines de fruits) entrainerait des troubles neurologiques et des atteintes rénales.
Ces plantes contiennent de l'oxalate de calcium, qui semble être la cause de leur toxicité.
Ce sont donc des baies qu'il faut considérer comme toxiques tout en sachant bien qu'elles occasionnent rarement des accidents graves, les quantités ingérées sont, en effet, le plus souvent faibles en raison de leur âcreté.

## Distribution, habitat, écologie
Selon POWO, la vigne-vierge vraie est une espèce originaire d'Amérique du Nord (Canada, États-Unis, Mexique) et Guatemala, en deux zones : au nord-est, du Québec au Minnesota, et au sud-est, de la Floride au Mexique.
Elle a été introduite dans divers pays comme la France, la Grande-Bretagne, l’Autriche, l’Allemagne, la Grèce, la Hongrie, les Pays-Bas, la Roumanie, la Russie d’Europe, une partie de la Chine, le Kazakhstan, la Corée, le Tadjikistan, l’Ouzbékistan, la Tunisie, l’Algérie. Elle s'est naturalisée dans ces pays.
Elle pousse dans son aire de répartition dans la plupart des sols humides. En forêt, elle grimpe dans les arbres.
Elle est cultivée dans de nombreux pays du monde de la zone tempérée où elle est parfois, comme en Suisse, considérée comme une plante invasive interdite de culture. Elle résiste l'hiver à des températures descendant jusqu'à −25 °C.

## Principales variétés cultivées
- engelmannii, à feuillage plus fin que le type, feuilles lancéolées.
- murorum, feuilles plus larges que le type, plus vigoureuses ; vrilles à 8-12 ramifications.
- hirsuta, jeunes feuilles rouges pubescentes.

## Espèces voisines
- Parthenocissus vitacea, vigne-vierge commune, vigne-vierge à cinq folioles, vigne-vierge américaine
- Parthenocissus tricuspidata, vigne-vierge, lierre japonais, lierre de Boston.
- Parthenocissus henryana, vigne-vierge de Chine.

## Utilisations
Elle est utilisée comme plante ornementale pour verdir les murs. Elle contribue à la régulation thermique des bâtiments.
Elle est de plus en plus utilisée pour le reboisement de la bande riveraine des cours d'eau puisqu'elle est robuste et qu'elle permet de recouvrir des murets de ciment ou de pierre. Elle est également appréciée pour son aspect esthétique. De plus, elle est capable de résister aux invasions de sauterelles courantes à la fin du printemps.
En général, la vigne-vierge ne cause pas de dommages structuraux aux murs sur lesquels elle grimpe car elle utilise de ventouses pour s’attacher.